# Paraserixia flava
Paraserixia flava är en skalbaggsart som beskrevs av Stefan von Breuning 1965. Paraserixia flava ingår i släktet Paraserixia och familjen långhorningar. Inga underarter finns listade i Catalogue of Life.